# Art For Art's Sake
"Art For Art's Sake" er en berømt engelsk rocksang fra 1975, lavet af det Engelske band 10cc. "Art For Art's Sake" er et fransk slogan fra 1800-tallet. "Art For Art's Sake" blev udgivet på albummet How Dare You! i 1976, og blev et af gruppens største hits. Nummeret blev inkluderet på både The Very Best of 10cc og 10cc – The Ultimate Collection.